# 穴があくほど定点観測
『穴があくほど定点観測』（あながあくほどていてんかんそく）は、TBSで2014年10月28日から12月23日まで放送されていたバラエティ番組である。その後、2015年4月7日に「穴があくほど定点観測 75分SP」がレギュラー回が非ネットであった一部の局でも放送された。

## 出演者

### MC
- 山里亮太（南海キャンディーズ）
- 柳原可奈子

## ネット局と放送時間
| 放送対象地域   | 放送局                | 系列    | 放送期間                       | 放送日時                     | 遅れ       |
| -------------- | --------------------- | ------- | ------------------------------ | ---------------------------- | ---------- |
| 関東広域圏     | TBSテレビ（TBS）      | TBS系列 | 2014年10月28日 - 12月23日      | 火曜 0:41 - 1:11（月曜深夜） | 製作局     |
| 福島県         | テレビユー福島（TUF） | TBS系列 | 2014年10月28日 - 12月23日      | 火曜 0:41 - 1:11（月曜深夜） | 同時ネット |
| 岡山県・香川県 | 山陽放送（RSK）       | TBS系列 | 2014年11月4日 - 2015年1月6日   | 火曜 0:38 - 1:08（月曜深夜） | 14日遅れ   |
| 石川県         | 北陸放送（MRO）       | TBS系列 | 2014年12月4日 - 2015年2月12日  | 木曜 23:53 - 翌0:23          | 51日遅れ   |
| 福岡県         | RKB毎日放送（RKB）    | TBS系列 | 2014年12月21日 - 2015年4月15日 | [ 1 ]                        | [ 2 ]      |
| 北海道         | 北海道放送（HBC）     | TBS系列 | 2015年4月29日 -                | 水曜 0:39 - 1:10（火曜深夜） | 6か月遅れ  |

単発・不定期放送
- 南日本放送（MBC）2015年1月16日
- 東北放送（TBC）2015年1月24日・31日・2月14日・21日

## スタッフ
- 構成：山崎駿、桝本壮志、鈴木しげき、大平尚志
- ナレーション：あおい洋一郎
- TM：山下直
- TD：江浦友樹
- VE：木野内洋
- 音声：小山太
- 照明：岩永亜由子
- 美術プロデューサー：中原茂樹
- 美術デザイン：中川日向子
- 美術制作：矢部香苗
- 装置：相良比佐夫
- 操作：坂上好明
- ヘアメイク：遠藤美香子
- タイトル作成/CG：森三平
- 編集：岩原大介（T-TeX）
- MA：細川尚史（T-TeX）
- 音効：伊藤誠、岡本智宏
- 技術協力：スウィッシュジャパン
- 編成：吉本香苗
- MP：西川永哲
- AD：坂口隆太、福田美乃里、岩﨑曜
- ディレクター：奥野祐士、太田実、篠原輝成、野添みどり、森山史崇、内原弘二、橋波大志
- 総合演出・プロデューサー：寺田淳史
- 製作著作：TBS